# Phalacrotophora beuki
Phalacrotophora beuki is een vliegensoort uit de familie van de bochelvliegen (Phoridae). De wetenschappelijke naam van de soort is voor het eerst geldig gepubliceerd in 1997 door Disney in Disney & Beuk.